# Szögliget
Szögliget là một thị trấn thuộc hạt Borsod-Abaúj-Zemplén, Hungary. Thị trấn này có diện tích 34,74 km², dân số năm 2010 là 614 người, mật độ 18 người/km².